# Associazione Sportiva Jesi 1966-1967
Questa pagina raccoglie le informazioni riguardanti l'Associazione Sportiva Jesi nelle competizioni ufficiali della stagione 1966-1967.